# مدرسة أحمد الصانع
مدرسة أحمد الصانع، أحد المدارس القديمة الواقعة في المجمعة وسط المملكة العربية السعودية، وتعتبر من أقدم وأبرز معالم مدينة المجمعة ومنطقة الرياض.

## التأسيس
أسَّس المدرسة الشيخ أحمد بن صالح الصانع في مدينة المجمعة عام 1336 هـ، وكانت في بداياتها حجرة واحدة، ولما كثر أقبال الطلاب عليها اتخذ مكاناً واسعاً يقع في الجهة الجنوبية الغربية من الجامع القديم، ويحدها من الغرب سور البلدة القديم، ومن الشرق طريق نافذ يتجه شمالاً إلى منزل الشيخ عبد الله بن عبد العزيز العنقري الواقع غرب الجامع القديم، ومن الجهة الشمالية منزل الشيخ عبد الله بن عبد العزيز العنقري، ومن الجهة الجنوبية منزل عبد العزيز بن محمد الصانع رحمهُ الله،  وجعلها ميدانًا لتعليم أبناء المجمعة والقرى المجاورة لها، وكان مؤسس المدرسة إمامًا لمسجد حويزة القريب من المدرسة، وواعظًا وموجِّهًا.

## موقع المدرسة
تأسست المدرسة بالقرب من باب الرميلة غرب المسجد الجامع القديم.

## الوصف
أُنشئت المدرسة في عام 1336 هـ الموافق 1918م٬ وتعرف باسم مدرسة الصانع، وهي تقع ملاصقة لسور البلدة القديمة المعروف بسور المجمعة، وتتكون المدرسة في الأصل من دورين تهدم الدورالعلوي منهما وبقي الدور السفلي الذي يستخدم للتدريس، وبه منصة من الحجر في الجهة الجنوبية للمدرسة أسفل الدرج الموصل إلى اعلى يجلس عليها الشيخ أحمد ومن معه من المدرسين ويصطف الطلاب أمامهم في الساحة المقابلة، وهو مؤلف من ساحات مكشوفة وأروقة تقوم سقوفها على أعمدة منضودة من خرز حجري بشكل أسطواني ومبطنة بالجص٬ وللأعمدة أقواس وعقود. كما يوجد في فناء المدرسة الداخلي دَّكات ربما كانت تستخدم لجلوس الطلبة٬ ويوجد في الجدران عدد من المشكاوات٬ وقد استخدم خشب الأثل في حمل السقف المغطى بجريد النخل وسعفه ثم الطين. رممت المدرسة عام 1420 هـ.

## طريقة تدريس المدرسة
الدراسة كانت على وقتين، الأول يبدأ من طلوع الشمس إلى اذان الظهر، والثاني من بعد صلاة العصر إلى قبيل مغيب الشمس، ما عدأ يوم الخميس حيث أن الدراسة فيه تقتصر على الوقت الأول، واما يوم الجمعة؛ فهو إجازة، ويوم الخميس بعد الفراغ من الدراسة موعد التحبير أي صناعة الحبر؛ فقبل خروج الطلبة يسألهم الشيخ: تُحبرون؟ فيجيبونه : بنعم، وأما عن طريقته في تنظيم الطلبة اثناء الدراسة؛ فكانوا على ثلاثة مستويات على قدرِ ما تعلموه، وهم:
- المبتدؤن ويُطلق عليهم الغبيبة
- المجردة وهم الذين قطعوا مرحلة من الدراسة، وشرعوا في نسخ الآيات من المصحف في لوح الكتابة
- المغيبة وهم الذين شرعوا في حفظ القرآن الكريم عن ظهر قلب، وكان كل مستوى من هذه المستويات يُقسم إلى مجموعات حسب كثرة الطلبة أو قلتهم، وكان الشيخ أحمد يطلق عليهم ألقاب مدح لتشجيعهم مثل: البهلول، السحنون، الزمارا، المعين، ومنهجه في التدريس كان يقوم على تعليمهم الحروف الهجائية نطقاً وكتابة على منهج القاعدة البغدادية، وكان يصور الحرف لهم في الأرض؛ فإذا ما اتقنوا تعلم الحروف عمل على تعليمهم قراءة القرآن من المصحف؛ فيخصص للطالب كل يوم عدداً من الآيات ليتعلم قراءتها لإلى أن يتقن قراءة المصحف الشريف، ثم ينتقل للمستوى الثاني ويُعرف أصحابه بالمجردة لأنهم ينسخون آيات القرآن من المصحف في لوح الكتابة؛ فيخصص الشيخ يومياً للطالب عدداً من الآيات يقوم بنسخها في بيته ثم يعرضها على الشيخ الية م التالي ليصححها له، وخلال المستويات الماضية يتعلم الطلاب الأصول الثلاثة، وآداب المشي إلى الصلاة للشيخ محمد بن عبدالوهاب- رحمهُ الله - ومتى تجاوزوا المجردة مستواهم أعطاهم الشيخ إجازة حتى يستعدوا للمرحلة التالية التي يقومون فيها بحفظ القرآن عن ظهر قلب، وكان الشيخ يستعين بكبار الطلبة لتعليم الصغار حيث يجعل الصغار يقصون للكبار ما تعلموه من القرآن الكريم، وكان منهجه في معالجة ضعف الطالب أن يُعين طالباً مُجداً يعينه على حفظ حزبه المطلوب، وحتى تُحدث أثرها الإيجابي في نفس الطالب.[6]

## انظر ايضاً
- المجمعة

## وصلات خارجية
- مدرسة «الصانع».. متحف المجمعة التعليمي.